# Peter Aristone
Peter Aristone (vlastním jménem Peter Čerevka * 4. června 1980 Bratislava) je slovenský zpěvák a skladatel. Svou kariéru zahájil jako člen skupiny Popcorn Drama a Personal Signet, ze kterých později odešel a začal se věnovat vlastní kariéře. Své první sólové album nazvané 19 Days in Tetbury vydal v březnu 2014, následující dvě EP Gold (2016) a Happiest Accidents (2017) pak znamenala posun od popu k folku a indie rocku.

## Biografie
Peter Aristone studoval zpěv a hudební produkci na Konzervatoři Jaroslava Ježka v Praze. Následně míchal a masteroval mnoho alb českých a slovenských kapel. Jako zpěvák pak zaznamenal úspěch s popovou formací Popcorn Drama, se kterou natočil album Včera bude, jehož producentem byl známý Carmen Rizzo. I se Popcorn Drama podařilo dostat až na první místo v žebříčku hranosti českých rádií, Aristone skupinu rozpustil a rozhodl se věnovat sólové kariéře. Během psaní a nahrávání ve studiích v Londýně se setkal s producentem a častým spolupracovníkem velšské skupiny Manic Street Preachers Gregem Haverem, který pak produkoval Peterovo první album 19 Days in Tetbury (2014). Jako hosté se na ní objevili např. frontman Manic Street Preachers James Dean Bradfield nebo Melanie C ze Spice Girls.
Jeho druhý sólový počin, pětiskladbové EP Gold, je podle jeho vlastních slov návratem do dob dospívání, kdy skládal sám s akustickou kytarou. Jedním z podnětů k novému hudebnímu směřování bylo setkání s anglickým skladatelem Sachou Skarbekem, který slovenského zpěváka viděl hrát naživo v londýnském klubu akusticky a bez mikrofonu. Čtyři autorské písničky a cover verze od kvarteta Crosby, Stills, Nash & Young jsou jejich společným dílem, přičemž eponymní singl Aristonovi přinesl úspěch také ve Spojených státech, kde jeho videoklip vyhrál soutěž stance MTV U. Částečně díky tomu byl Peter americkým zpěvákem Marcem Broussardem pozván na několik turné po USA, kam se od té doby pravidelně vrací. Následující EP Happiest Accidents opět v produkci Skarbeka vyšlo v roce 2017 a přineslo syrovější zvuk.
V červnu roku 2020 vydal Peter, své dosud poslední, album The Hit . Na albu se podíleli jak zaharaniční muzikanti, tak také členové Peterovy kapely. Hlavním producentem této desky byl Mark Plati, známý svou spoluprací s Davidem Bowie. Na tomto albu se producentsky podílel i sám Aristone, velká část nahrávek vznikala i přímo v jeho vlastním studiu. V srpnu roku 2020 se druhý singl z tohoto alba - Far - stal pátou nejhranější skladbou v českém éteru. 
Kromě zpěvu je Aristone také multiinstrumentalista, využívající primárně akustickou kytaru a piano. Kromě toho, že je Peter aktivní hudebník, je také uznávaným mixerem, zvukovým inženýrem a producentem. Vlastní a provozuje nahrávací studio Funborn Studio a v roce 2020 založil vlastní label Funborn-music, který si klade za cíl objevovat a produkovat začínající umělce. 

## Diskografie
- 19 Days in Tetbury (2014)
- Gold (EP, 2016)
- Happiest Accidents (EP, 2017)
- The Hit (2020)

### S Popcorn Drama
- Včera bude (2012)

### S Personal Signet
- Wires (EP, 2012)
- Fundamental Human Instinct (2014)